# Maud van Wales
Maud Charlotte Mary Victoria (Londen, 26 november 1869 – aldaar, 20 november 1938) was als dochter van koning Edward VII van het Verenigd Koninkrijk een prinses van het Verenigd Koninkrijk en als echtgenote van koning Haakon VII koningin van Noorwegen.

## Jeugd
Maud werd geboren op 26 november 1869 in het Marlborough House, Londen. Ze was de jongste dochter van de toenmalige Prins van Wales, de latere koning Edward VII en diens echtgenote Alexandra, dochter van koning Christiaan IX van Denemarken. Ze werd op 24 december gedoopt op Marlborough House door John Jackson, bisschop van Londen. Hierbij waren verschillende leden van de hoge adel als doopgetuigen aanwezig, waaronder koning Karel XV van Zweden en Noorwegen, prins Leopold, de latere tsarina Maria Fjodorovna en kroonprinses Louise van Denemarken.
De prinses had nog vier broers en zussen, Albert Victor, George, Louise en Victoria. En ze had ook een jonger broertje, John. Prinses Maud was een levendig kind en had de bijnaam “Harry”. De prinses ging regelmatig mee met de reizen die haar familie naar Denemarken ondernam en vergezelde haar moeder later op cruises naar Noorwegen en de Middellandse Zee.

## Huwelijk
Op 22 juli 1896 trad Maud in een privé-kapel van Buckingham Palace in het huwelijk met haar neef Karel van Denemarken. Hij was de tweede zoon van kroonprins Frederik van Denemarken, de oudere broer van haar moeder Alexandra. Van haar vader kreeg Maud het landhuis Appleton House te Sandringham voor de bezoeken die ze regelmatig aan Engeland zou brengen. Hier werd ook haar enige zoon, prins Alexander, geboren op 2 juli 1903.
Prins Karel diende bij de Deense marine en hij en zijn familie woonden vooral in Denemarken tot 1905. In dat jaar werd de oude band tussen Noorwegen en Zweden door het parlement van Noorwegen opgeheven en werd besloten de troon van Noorwegen aan Karel aan te bieden. Karel accepteerde het aanbod en besteeg de troon als Haakon VII, waarbij zijn zoon, de nieuwe kroonprins, de naam Olav kreeg. Koning Haakon en koningin Maud werden op 22 juni 1906 gekroond in de Nidaros-domkerk in Trondheim.

## Koningin van Noorwegen
Koningin Maud bleef altijd erg gehecht aan Engeland, maar wist zich snel aan te passen aan haar nieuwe thuisland en haar taken als koningin. Ze steunde verschillende goede doelen, vooral degene voor kinderen en dieren, en moedigde muzikanten en artiesten aan. Haar laatste officiële optreden in Engeland was bij de kroning van haar neef tot koning George VI van het Verenigd Koninkrijk in 1937.
Maud stierf aan een hartverlamming in Londen in 1938, drie dagen na een operatie. Haar lichaam werd overgebracht naar Noorwegen en werd vervolgens begraven in het koninklijke mausoleum bij Akershus.
Verschillende gebieden, gebergten e.d. werden naar de koningin genoemd. De bekendste hiervan is het Koningin Maudland.

## Kwartierstaat (voorouders)
| Ernst I van Saksen-Coburg en Gotha (1784-1844) | Ernst I van Saksen-Coburg en Gotha (1784-1844) | Ernst I van Saksen-Coburg en Gotha (1784-1844) | Ernst I van Saksen-Coburg en Gotha (1784-1844) | Ernst I van Saksen-Coburg en Gotha (1784-1844) | Ernst I van Saksen-Coburg en Gotha (1784-1844) | Louise van Saksen-Gotha-Altenburg (1800-1831) | Louise van Saksen-Gotha-Altenburg (1800-1831) | Louise van Saksen-Gotha-Altenburg (1800-1831) | Louise van Saksen-Gotha-Altenburg (1800-1831) | Louise van Saksen-Gotha-Altenburg (1800-1831)      | Louise van Saksen-Gotha-Altenburg (1800-1831)      |                                                    |                                                    | Eduard August van Kent (1767-1820)                 | Eduard August van Kent (1767-1820)                 | Eduard August van Kent (1767-1820)               | Eduard August van Kent (1767-1820)               | Eduard August van Kent (1767-1820)               | Eduard August van Kent (1767-1820)               | Victoire van Saksen-Coburg-Saalfeld ((1786-1861) | Victoire van Saksen-Coburg-Saalfeld ((1786-1861) | Victoire van Saksen-Coburg-Saalfeld ((1786-1861) | Victoire van Saksen-Coburg-Saalfeld ((1786-1861) | Victoire van Saksen-Coburg-Saalfeld ((1786-1861) | Victoire van Saksen-Coburg-Saalfeld ((1786-1861) |  |  | Frederik Willem van Sleeswijk-Holstein-Sonderburg-Glücksburg (1785-1831) | Frederik Willem van Sleeswijk-Holstein-Sonderburg-Glücksburg (1785-1831) | Frederik Willem van Sleeswijk-Holstein-Sonderburg-Glücksburg (1785-1831) | Frederik Willem van Sleeswijk-Holstein-Sonderburg-Glücksburg (1785-1831) | Frederik Willem van Sleeswijk-Holstein-Sonderburg-Glücksburg (1785-1831) | Frederik Willem van Sleeswijk-Holstein-Sonderburg-Glücksburg (1785-1831) | Louise Caroline van Hesse-Kassel (1789-1867) | Louise Caroline van Hesse-Kassel (1789-1867) | Louise Caroline van Hesse-Kassel (1789-1867) | Louise Caroline van Hesse-Kassel (1789-1867) | Louise Caroline van Hesse-Kassel (1789-1867) | Louise Caroline van Hesse-Kassel (1789-1867) |                                      |                                      | Willem van Hessen-Kassel (1787-1867) | Willem van Hessen-Kassel (1787-1867) | Willem van Hessen-Kassel (1787-1867)                  | Willem van Hessen-Kassel (1787-1867)                  | Willem van Hessen-Kassel (1787-1867)                  | Willem van Hessen-Kassel (1787-1867)                  | Louise Charlotte van Denemarken (1789-1864)           | Louise Charlotte van Denemarken (1789-1864)           | Louise Charlotte van Denemarken (1789-1864) | Louise Charlotte van Denemarken (1789-1864) | Louise Charlotte van Denemarken (1789-1864) | Louise Charlotte van Denemarken (1789-1864) |  |  |  |  |  |  |  |  |  |  |  |  |  |  |  |  |  |  |  |  |  |  |  |  |  |  |  |  |  |  |  |  |  |  |  |  |  |  |  |  |  |  |  |  |  |  |  |  |
| Ernst I van Saksen-Coburg en Gotha (1784-1844) | Ernst I van Saksen-Coburg en Gotha (1784-1844) | Ernst I van Saksen-Coburg en Gotha (1784-1844) | Ernst I van Saksen-Coburg en Gotha (1784-1844) | Ernst I van Saksen-Coburg en Gotha (1784-1844) | Ernst I van Saksen-Coburg en Gotha (1784-1844) | Louise van Saksen-Gotha-Altenburg (1800-1831) | Louise van Saksen-Gotha-Altenburg (1800-1831) | Louise van Saksen-Gotha-Altenburg (1800-1831) | Louise van Saksen-Gotha-Altenburg (1800-1831) | Louise van Saksen-Gotha-Altenburg (1800-1831)      | Louise van Saksen-Gotha-Altenburg (1800-1831)      |                                                    |                                                    | Eduard August van Kent (1767-1820)                 | Eduard August van Kent (1767-1820)                 | Eduard August van Kent (1767-1820)               | Eduard August van Kent (1767-1820)               | Eduard August van Kent (1767-1820)               | Eduard August van Kent (1767-1820)               | Victoire van Saksen-Coburg-Saalfeld ((1786-1861) | Victoire van Saksen-Coburg-Saalfeld ((1786-1861) | Victoire van Saksen-Coburg-Saalfeld ((1786-1861) | Victoire van Saksen-Coburg-Saalfeld ((1786-1861) | Victoire van Saksen-Coburg-Saalfeld ((1786-1861) | Victoire van Saksen-Coburg-Saalfeld ((1786-1861) |  |  | Frederik Willem van Sleeswijk-Holstein-Sonderburg-Glücksburg (1785-1831) | Frederik Willem van Sleeswijk-Holstein-Sonderburg-Glücksburg (1785-1831) | Frederik Willem van Sleeswijk-Holstein-Sonderburg-Glücksburg (1785-1831) | Frederik Willem van Sleeswijk-Holstein-Sonderburg-Glücksburg (1785-1831) | Frederik Willem van Sleeswijk-Holstein-Sonderburg-Glücksburg (1785-1831) | Frederik Willem van Sleeswijk-Holstein-Sonderburg-Glücksburg (1785-1831) | Louise Caroline van Hesse-Kassel (1789-1867) | Louise Caroline van Hesse-Kassel (1789-1867) | Louise Caroline van Hesse-Kassel (1789-1867) | Louise Caroline van Hesse-Kassel (1789-1867) | Louise Caroline van Hesse-Kassel (1789-1867) | Louise Caroline van Hesse-Kassel (1789-1867) |                                      |                                      | Willem van Hessen-Kassel (1787-1867) | Willem van Hessen-Kassel (1787-1867) | Willem van Hessen-Kassel (1787-1867)                  | Willem van Hessen-Kassel (1787-1867)                  | Willem van Hessen-Kassel (1787-1867)                  | Willem van Hessen-Kassel (1787-1867)                  | Louise Charlotte van Denemarken (1789-1864)           | Louise Charlotte van Denemarken (1789-1864)           | Louise Charlotte van Denemarken (1789-1864) | Louise Charlotte van Denemarken (1789-1864) | Louise Charlotte van Denemarken (1789-1864) | Louise Charlotte van Denemarken (1789-1864) |  |  |  |  |  |  |  |  |  |  |  |  |  |  |  |  |  |  |  |  |  |  |  |  |  |  |  |  |  |  |  |  |  |  |  |  |  |  |  |  |  |  |  |  |  |  |  |  |
|                                                |                                                |                                                |                                                |                                                |                                                |                                               |                                               |                                               |                                               |                                                    |                                                    |                                                    |                                                    |                                                    |                                                    |                                                  |                                                  |                                                  |                                                  |                                                  |                                                  |                                                  |                                                  |                                                  |                                                  |  |  |                                                                          |                                                                          |                                                                          |                                                                          |                                                                          |                                                                          |                                              |                                              |                                              |                                              |                                              |                                              |                                      |                                      |                                      |                                      |                                                       |                                                       |                                                       |                                                       |                                                       |                                                       |                                             |                                             |                                             |                                             |  |  |  |  |  |  |  |  |  |  |  |  |  |  |  |  |  |  |  |  |  |  |  |  |  |  |  |  |  |  |  |  |  |  |  |  |  |  |  |  |  |  |  |  |  |  |  |  |
|                                                |                                                |                                                |                                                | Albert van Saksen-Coburg en Gotha (1819-1861)  | Albert van Saksen-Coburg en Gotha (1819-1861)  | Albert van Saksen-Coburg en Gotha (1819-1861) | Albert van Saksen-Coburg en Gotha (1819-1861) | Albert van Saksen-Coburg en Gotha (1819-1861) | Albert van Saksen-Coburg en Gotha (1819-1861) |                                                    |                                                    |                                                    |                                                    |                                                    |                                                    | Victoria van het Verenigd Koninkrijk (1819-1901) | Victoria van het Verenigd Koninkrijk (1819-1901) | Victoria van het Verenigd Koninkrijk (1819-1901) | Victoria van het Verenigd Koninkrijk (1819-1901) | Victoria van het Verenigd Koninkrijk (1819-1901) | Victoria van het Verenigd Koninkrijk (1819-1901) |                                                  |                                                  |                                                  |                                                  |  |  |                                                                          |                                                                          |                                                                          |                                                                          | Christiaan IX van Denemarken (1818-1906)                                 | Christiaan IX van Denemarken (1818-1906)                                 | Christiaan IX van Denemarken (1818-1906)     | Christiaan IX van Denemarken (1818-1906)     | Christiaan IX van Denemarken (1818-1906)     | Christiaan IX van Denemarken (1818-1906)     |                                              |                                              |                                      |                                      |                                      |                                      | Louise van Hessen-Kassel (1817-1898)                  | Louise van Hessen-Kassel (1817-1898)                  | Louise van Hessen-Kassel (1817-1898)                  | Louise van Hessen-Kassel (1817-1898)                  | Louise van Hessen-Kassel (1817-1898)                  | Louise van Hessen-Kassel (1817-1898)                  |                                             |                                             |                                             |                                             |  |  |  |  |  |  |  |  |  |  |  |  |  |  |  |  |  |  |  |  |  |  |  |  |  |  |  |  |  |  |  |  |  |  |  |  |  |  |  |  |  |  |  |  |  |  |  |  |
|                                                |                                                |                                                |                                                | Albert van Saksen-Coburg en Gotha (1819-1861)  | Albert van Saksen-Coburg en Gotha (1819-1861)  | Albert van Saksen-Coburg en Gotha (1819-1861) | Albert van Saksen-Coburg en Gotha (1819-1861) | Albert van Saksen-Coburg en Gotha (1819-1861) | Albert van Saksen-Coburg en Gotha (1819-1861) |                                                    |                                                    |                                                    |                                                    |                                                    |                                                    | Victoria van het Verenigd Koninkrijk (1819-1901) | Victoria van het Verenigd Koninkrijk (1819-1901) | Victoria van het Verenigd Koninkrijk (1819-1901) | Victoria van het Verenigd Koninkrijk (1819-1901) | Victoria van het Verenigd Koninkrijk (1819-1901) | Victoria van het Verenigd Koninkrijk (1819-1901) |                                                  |                                                  |                                                  |                                                  |  |  |                                                                          |                                                                          |                                                                          |                                                                          | Christiaan IX van Denemarken (1818-1906)                                 | Christiaan IX van Denemarken (1818-1906)                                 | Christiaan IX van Denemarken (1818-1906)     | Christiaan IX van Denemarken (1818-1906)     | Christiaan IX van Denemarken (1818-1906)     | Christiaan IX van Denemarken (1818-1906)     |                                              |                                              |                                      |                                      |                                      |                                      | Louise van Hessen-Kassel (1817-1898)                  | Louise van Hessen-Kassel (1817-1898)                  | Louise van Hessen-Kassel (1817-1898)                  | Louise van Hessen-Kassel (1817-1898)                  | Louise van Hessen-Kassel (1817-1898)                  | Louise van Hessen-Kassel (1817-1898)                  |                                             |                                             |                                             |                                             |  |  |  |  |  |  |  |  |  |  |  |  |  |  |  |  |  |  |  |  |  |  |  |  |  |  |  |  |  |  |  |  |  |  |  |  |  |  |  |  |  |  |  |  |  |  |  |  |
|                                                |                                                |                                                |                                                |                                                |                                                |                                               |                                               |                                               |                                               | Edward VII van het Verenigd Koninkrijk (1841-1910) | Edward VII van het Verenigd Koninkrijk (1841-1910) | Edward VII van het Verenigd Koninkrijk (1841-1910) | Edward VII van het Verenigd Koninkrijk (1841-1910) | Edward VII van het Verenigd Koninkrijk (1841-1910) | Edward VII van het Verenigd Koninkrijk (1841-1910) |                                                  |                                                  |                                                  |                                                  |                                                  |                                                  |                                                  |                                                  |                                                  |                                                  |  |  |                                                                          |                                                                          |                                                                          |                                                                          |                                                                          |                                                                          |                                              |                                              |                                              |                                              | Alexandra van Denemarken (1844-1925)         | Alexandra van Denemarken (1844-1925)         | Alexandra van Denemarken (1844-1925) | Alexandra van Denemarken (1844-1925) | Alexandra van Denemarken (1844-1925) | Alexandra van Denemarken (1844-1925) |                                                       |                                                       |                                                       |                                                       |                                                       |                                                       |                                             |                                             |                                             |                                             |  |  |  |  |  |  |  |  |  |  |  |  |  |  |  |  |  |  |  |  |  |  |  |  |  |  |  |  |  |  |  |  |  |  |  |  |  |  |  |  |  |  |  |  |  |  |  |  |
|                                                |                                                |                                                |                                                |                                                |                                                |                                               |                                               |                                               |                                               | Edward VII van het Verenigd Koninkrijk (1841-1910) | Edward VII van het Verenigd Koninkrijk (1841-1910) | Edward VII van het Verenigd Koninkrijk (1841-1910) | Edward VII van het Verenigd Koninkrijk (1841-1910) | Edward VII van het Verenigd Koninkrijk (1841-1910) | Edward VII van het Verenigd Koninkrijk (1841-1910) |                                                  |                                                  |                                                  |                                                  |                                                  |                                                  |                                                  |                                                  |                                                  |                                                  |  |  |                                                                          |                                                                          |                                                                          |                                                                          |                                                                          |                                                                          |                                              |                                              |                                              |                                              | Alexandra van Denemarken (1844-1925)         | Alexandra van Denemarken (1844-1925)         | Alexandra van Denemarken (1844-1925) | Alexandra van Denemarken (1844-1925) | Alexandra van Denemarken (1844-1925) | Alexandra van Denemarken (1844-1925) |                                                       |                                                       |                                                       |                                                       |                                                       |                                                       |                                             |                                             |                                             |                                             |  |  |  |  |  |  |  |  |  |  |  |  |  |  |  |  |  |  |  |  |  |  |  |  |  |  |  |  |  |  |  |  |  |  |  |  |  |  |  |  |  |  |  |  |  |  |  |  |
|                                                |                                                |                                                |                                                |                                                |                                                |                                               |                                               |                                               |                                               |                                                    |                                                    |                                                    |                                                    |                                                    |                                                    |                                                  |                                                  |                                                  |                                                  |                                                  |                                                  |                                                  |                                                  |                                                  |                                                  |  |  |                                                                          |                                                                          |                                                                          |                                                                          |                                                                          |                                                                          |                                              |                                              |                                              |                                              |                                              |                                              |                                      |                                      |                                      |                                      |                                                       |                                                       |                                                       |                                                       |                                                       |                                                       |                                             |                                             |                                             |                                             |  |  |  |  |  |  |  |  |  |  |  |  |  |  |  |  |  |  |  |  |  |  |  |  |  |  |  |  |  |  |  |  |  |  |  |  |  |  |  |  |  |  |  |  |  |  |  |  |
|                                                |                                                |                                                |                                                |                                                |                                                |                                               |                                               |                                               |                                               |                                                    |                                                    |                                                    |                                                    |                                                    |                                                    |                                                  |                                                  |                                                  |                                                  |                                                  |                                                  |                                                  |                                                  |                                                  |                                                  |  |  |                                                                          |                                                                          |                                                                          |                                                                          |                                                                          |                                                                          |                                              |                                              |                                              |                                              |                                              |                                              |                                      |                                      |                                      |                                      |                                                       |                                                       |                                                       |                                                       |                                                       |                                                       |                                             |                                             |                                             |                                             |  |  |  |  |  |  |  |  |  |  |  |  |  |  |  |  |  |  |  |  |  |  |  |  |  |  |  |  |  |  |  |  |  |  |  |  |  |  |  |  |  |  |  |  |  |  |  |  |
|                                                |                                                |                                                |                                                | Albert Victor van Clarence (1864-1892)         | Albert Victor van Clarence (1864-1892)         | Albert Victor van Clarence (1864-1892)        | Albert Victor van Clarence (1864-1892)        | Albert Victor van Clarence (1864-1892)        | Albert Victor van Clarence (1864-1892)        |                                                    |                                                    | George V van het Verenigd Koninkrijk (1865-1936)   | George V van het Verenigd Koninkrijk (1865-1936)   | George V van het Verenigd Koninkrijk (1865-1936)   | George V van het Verenigd Koninkrijk (1865-1936)   | George V van het Verenigd Koninkrijk (1865-1936) | George V van het Verenigd Koninkrijk (1865-1936) |                                                  |                                                  | Louise van Saksen-Coburg en Gotha (1867-1931)    | Louise van Saksen-Coburg en Gotha (1867-1931)    | Louise van Saksen-Coburg en Gotha (1867-1931)    | Louise van Saksen-Coburg en Gotha (1867-1931)    | Louise van Saksen-Coburg en Gotha (1867-1931)    | Louise van Saksen-Coburg en Gotha (1867-1931)    |  |  | Victoria Alexandra van Saksen-Coburg en Gotha (1868-1935)                | Victoria Alexandra van Saksen-Coburg en Gotha (1868-1935)                | Victoria Alexandra van Saksen-Coburg en Gotha (1868-1935)                | Victoria Alexandra van Saksen-Coburg en Gotha (1868-1935)                | Victoria Alexandra van Saksen-Coburg en Gotha (1868-1935)                | Victoria Alexandra van Saksen-Coburg en Gotha (1868-1935)                |                                              |                                              | Maud van Wales (1869-1938)                   | Maud van Wales (1869-1938)                   | Maud van Wales (1869-1938)                   | Maud van Wales (1869-1938)                   | Maud van Wales (1869-1938)           | Maud van Wales (1869-1938)           |                                      |                                      | Alexander John van Saksen-Coburg en Gotha (1871-1871) | Alexander John van Saksen-Coburg en Gotha (1871-1871) | Alexander John van Saksen-Coburg en Gotha (1871-1871) | Alexander John van Saksen-Coburg en Gotha (1871-1871) | Alexander John van Saksen-Coburg en Gotha (1871-1871) | Alexander John van Saksen-Coburg en Gotha (1871-1871) |                                             |                                             |                                             |                                             |  |  |  |  |  |  |  |  |  |  |  |  |  |  |  |  |  |  |  |  |  |  |  |  |  |  |  |  |  |  |  |  |  |  |  |  |  |  |  |  |  |  |  |  |  |  |  |  |

- Bibsys: 90388099
- Gemeinsame Normdatei: 119188678
- International Standard Name Identifier: 0000 0000 5537 5142
- KulturNav: 413978cf-75fc-4383-91d5-2a18e5393ee9
- Library of Congress Control Number: no2003020491
- Nationale Bibliotheek van Tsjechië: xx0069527
- Nederlandse Thesaurus van Auteursnamen: 339863382
- SNAC: w65v45b2
- Système universitaire de documentation: 16011845X
- Virtual International Authority File: 25407142
- WorldCat: E39PBJp9r3pXwVvGBRBR99Gyh3